# Glutammato-5-semialdeide deidrogenasi
La glutammato-5-semialdeide deidrogenasi è un enzima appartenente alla classe delle ossidoreduttasi, che catalizza la seguente reazione:
L-glutammato 5-semialdeide + fosfato + NADP+ ⇄ L-glutammil 5-fosfato + NADPH + H+